# Давид Зима
Давид Зима (чеськ. David Zima, нар. 8 листопада 2000, Оломоуць) — чеський футболіст, захисник італійського «Торіно» і національної збірної Чехії.

## Клубна кар'єра
Народився 8 листопада 2000 року в місті Оломоуць. Вихованець футбольної школи клубу «Сігма» (Оломоуць). Дорослу футбольну кар'єру розпочав 2019 року в основній команді того ж клубу, за яку провів 2 матчі чемпіонату у першій половині сезону 2019/20. 
У січні 2020 року новим клубом юного захисника стала празька «Славія». Двічі поспіль, у 2020 і 2021 роках, ставав у складі «Славії» чемпіоном Чехії.
31 серпня перейшов до італійського «Торіно», з яким уклав чотирирічний контракт.

## Виступи за збірні
2018 року дебютував у складі юнацької збірної Чехії (U-19), загалом на юнацькому рівні взяв участь у 9 іграх.
З 2020 року залучається до складу молодіжної збірної Чехії.
У березні 2021 року дебютував в офіційних матчах у складі національної збірної Чехії, а за два місяці був включений до її заявки на фінальну частину чемпіонату Європи 2020 року, де, утім, був резервним гравцем і на поле не виходив.
| Дата      | Місто   | Господарі | Результат | Гості | Турнір            | Голи | Примітки |
| --------- | ------- | --------- | --------- | ----- | ----------------- | ---- | -------- |
| 24-3-2021 | Люблін  | Естонія   | 2 – 6     | Чехія | Відбір до ЧС 2022 | -    | 85'      |
| 4-6-2021  | Болонья | Італія    | 4 – 0     | Чехія | товариський матч  | -    | 46'      |
| Усього    |         | Матчів    | 2         |       | Голів             | 0    |          |

## Титули і досягнення
- Чемпіон Чехії (3):

«Славія»: 2019-2020, 2020-2021, 2024-2025
- Володар Кубка Чехії (1):

«Славія»: 2020-2021